# Stadion im. Mehdiego Hüseynzadə w Sumgaicie
Stadion im. Mehdiego Hüseynzadə (Stadion Miejski) – nieistniejący już, wielofunkcyjny stadion w Sumgaicie, w Azerbejdżanie. Został otwarty 1 lipca 1966 roku. Mógł pomieścić 15 350 widzów. Swoje spotkania rozgrywali na nim piłkarze klubu Sumqayıt FK. Na przełomie lat 2019 i 2020 obiekt został rozebrany, by zrobić miejsce pod budowę nowego, typowo piłkarskiego stadionu.
Decyzję o budowie stadionu podjęto w 1954 roku, jednak prace ruszyły dopiero w roku 1963 a otwarcia nowego obiektu dokonano 1 lipca 1966 roku. Na stadionie rozegrano jedno spotkanie fazy grupowej piłkarskich Młodzieżowych Mistrzostw Świata 1985 (29 sierpnia 1985 roku: Chiny – Paragwaj 2:1), dwukrotnie rozegrano tutaj także mecze o Superpuchar Azerbejdżanu (21 lutego 1993 roku: Neftçi Baku – İnşaatçı Baku 4:1 i 23 czerwca 1995 roku: Neftçi Baku – Turan Tovuz 1:1, k. 10:9) i raz spotkanie finałowe Puchar Azerbejdżanu (25 maja 2001 roku: Şəfa Baku – Neftçi Baku 2:1). Na przełomie lat 2019 i 2020 obiekt został rozebrany, by zrobić miejsce pod budowę nowego, typowo piłkarskiego stadionu. Piłkarze Sumqayıt FK tymczasem swoje spotkania rozgrywają na wybudowanym nieopodal w latach 2011–2013 stadionie Kapital Bank Arena.